# Pierre Dimba
Pierre N’Gou Dimba,  né le 27 avril 1965 à Agboville (Côte d'Ivoire), est un homme politique ivoirien,. Depuis le 6 avril 2021, il est ministre de la Santé, de l'Hygiène publique et de la Couverture maladie universelle.

## Biographie

### Études et formations
Pierre Dimba obtient en 1985 son baccalauréat série C au lycée moderne d’Agboville. Il fait la même année, les classes préparatoires aux grandes écoles en mathématiques supérieures et mathématiques spéciales, puis intégré l’École nationale supérieure des travaux publics de Yamoussoukro (ENSTP). Il sort de l’ENSTP avec un diplôme d’ingénieur génie civil en 1990. Pierre Dimba suit plusieurs formations en management et gestion de projet après ses études universitaires.

### Expérience professionnelle
C’est au Bureau national d'études techniques et de développement (Bnetd) que Pierre Dimba commence sa carrière professionnelle en 1991 en tant que chargé d'études routières, voirie et réseaux divers,. Par la suite, il occupe le poste de chargé des projets urbains au département transport et télécommunication de ladite société de 1994 à 1997,. En 1997, Pierre Dimba fait son entrée au sein de l’équipe de gestion du projet d’appui à la conduite d'opérations municipales (Pacom) financé par la Banque mondiale, en qualité de coordonnateur du programme d’amélioration des quartiers sous-équipés (PAQSE). Il occupe ce poste pendant 5 ans, avant d’être promu chef de la mission d'appui à la conduite d'opérations municipales (Macom) de 2003 à 2008.
Pierre Dimba est également le coordonnateur de plusieurs projets et programmes d'infrastructures et équipements de Côte d’Ivoire sur financement de la Banque mondiale, entre 2008 et 2017. Nommé le 1er avril 2017, directeur général de l’agence de gestion des routes (Ageroute),, Dimba fait son entrée dans le gouvernement ivoirien le mardi 6 avril 2021 en qualité de ministre de la Santé et de l'Hygiène publique,,,.

### Vie politique
Pierre Dimba est membre du Rassemblement des houphouëtistes pour la démocratie et la paix (RHDP). Membre du directoire politique dudit parti, il a été élu président du conseil régional de l'Agnéby-Tiassa en 2018, et réélu le 2 septembre 2023. Il est par ailleurs le coordonnateur régional du RHDP de cette région.

## Distinctions
Pierre Dimba a reçu les distinctions suivantes durant sa carrière :
- 2018 : Prix du Meilleur Manager dans le secteur des routes en l’Afrique de l’Ouest décerné par Africa Managers à Washington[1]
- 2019 : Lauréat du premier prix de la performance économique et financière ; super prix de la gouvernance des entreprises publiques de Côte d'Ivoire (AGEROUTE), organisé par le ministère chargé du portefeuille de l'État[1]
- 2019 : Trophée Babacar Ndiaye du meilleur bâtisseur « Africa Road Builders » en juin 2019 à Malabo(Guinée Equatoriale) en marge des assemblées annuelles de la Banque Africaine de Développement[1]
- 2019 : Grand prix diamant du Prix Panafricain des Leaders « PADEL » décerné par Nova Afrique en octobre 2019 à Casablanca au Maroc[1]
- 2019 : Gand prix du meilleur manager « AFRIC-INTER » du secteur des grands travaux et Grand Prix « AFRIC-INTER » des leaders, décernés par la Chambre de Commerce Africaine, le 23 novembre 2019 à Paris[2]
- 2021 : Commandeur dans l'ordre du mérite de la santé publique
- 2021 : 2e Prix national d'excellence élu local de Côte d’Ivoire[9]
- 2022 : Commandeur dans l'ordre du mérite de la fonction publique[10]
- 2023 : Commandeur de l'ordre national [6]